# 朗德维莱尔 (杜省)
朗德维莱尔（法語：Randevillers）是法国杜省的一个市镇，属于蒙贝利阿尔区（Montbéliard）克莱尔瓦县（Clerval）。该市镇总面积4.36平方公里，2009年时的人口为106人。

## 人口
朗德维莱尔人口变化图示